# Bihunkot
Bihunkot (en népalais : बिहुँकोट) est un comité de développement villageois du Népal situé dans le district de Baglung. Au recensement de 2011, il comptait 6 415 habitants.